# Diocèse d'Ischia
Le diocèse d'Ischia (en latin : Diœcesis Isclana ; en italien : Diocesi di Ischia) est un diocèse de l'Église catholique en Italie, suffragant de l'archidiocèse de Naples et appartenant à la région ecclésiastique de Campanie.

## Territoire
Il se situe sur l'île d'Ischia qui est dans une partie de la ville métropolitaine de Naples dont l'autre partie est dans les archidiocèses de Naples et de Sorrente-Castellammare di Stabia et les diocèses de Nole, de Pouzzoles, et d'Acerra. Son territoire a une superficie de 46 km2 divisé en 25 paroisses regroupées en 4 archidiaconés. L'évêché est dans la ville d'Ischia où se trouve la cathédrale de l'Assomption. Le diocèse possède quatre basiliques mineures : la basilique du Sacré-Cœur de Jésus et sainte Marie Madeleine pénitente à Casamicciola Terme, la basilique sainte Restitude à Lacco Ameno et les basiliques de la Vierge Marie et de saint Guy à Forio.

## Histoire
Les origines du diocèse d'Ischia sont incertaines. Le premier évêque documenté est Pierre, qui participe au troisième concile du Latran en 1179. Le diocèse semble cependant avoir été érigé bien avant cette date. Le chapitre de chanoines est déjà attesté dans deux documents de 1084 et 1108 ; de plus, dans un document daté de 1036, parle de terra Episcopatui nostri Sanctae Sedis ipsius nostrae insule, expression qui, selon certains historiens, peut faire penser à l’existence d’un siège épiscopal déjà organisé vers 1036. L'absence absolue de documents ne peut toutefois pas confirmer ces hypothèses.
Le 4 février 1255, le pape Alexandre IV confirme aux chanoines de la cathédrale le droit d'élection de l'évêque. Cette coutume dure cependant peu de temps, car lors des nominations ultérieures, il semble que le Saint-Siège commence à exercer son autorité également sur l'église d'Ischia. Le 18 janvier 1301 commence une éruption volcanique qui dure plusieurs années, elle détruit la cathédrale et le palais épiscopal. Par la suite, Mgr Pierre II et la population se réfugie dans le château Aragonais, demeure de résidence épiscopale jusqu’au début du XIXe siècle. Dans le même château se trouve le couvent des clarisses, l'abbaye de basiliens de Grèce, le siège du chapitre avec la cathédrale et, plus tard, le séminaire.
Lors du grand schisme d'Occident, l'église d'Ischia vit un certain temps sous l'obédiance de l'antipape Clément VII, qui fait déposer l'évêque Bartolomeo Bussolaro et nomme à sa place le clerc Paolo Strina. Au début du XVe siècle, l'administrateur apostolique d'Ischia Baldassarre Cossa, futur antipape Jean XXIII, qui renvoye l'évêque légitime et empêche la nomination de son successeur. Mgr Iñigo de Avalos (1590-1635) met en œuvre les réformes du concile de Trente, organise pour la première fois un synode diocésain en 1599. Un autre synode est convoqué par l'évêque Luca Trapani en 1716. Niccolò Schiaffinati institue le séminaire diocésain en 1740. Le 13 octobre 1770, Ischia, par décret du roi de Naples, cède l'île de Ventotene au diocèse de Gaète ; cette île a fait partie du diocèse d'Ischia pendant plusieurs siècles, documentée dès la première moitié du XIIIe siècle. 
Au cours de la période napoléonienne pendant laquelle le diocèse restz vacant pendant 19 ans, les affrontements entre Français et Anglo-Bourbons entraîne le pillage, la destruction et l'abandon de la cathédrale du château aragonais. En 1818, le nouvel évêque Giuseppe D'Amante installe sa résidence dans le centre d'Ischia où, avec le rescrit du Saint-Siège du 5 septembre 1818, l'église Santa Maria Assunta de l'ancien couvent des Augustins est élevée au rang de cathédrale. Au XXe siècle, le diocèse reste vacant pendant une décennie, de 1970 à 1980, durant laquelle il est soumis à une administration apostolique, jusqu'à la nomination d'un nouvel évêque résidentiel, le combonien Diego Parodi. La visite du pape Jean-Paul II le 5 mai 2002 est un moment marquant de l’histoire du diocèse.

## Sources
- « Diocese of Ischia »